# کیم سو-هیون
این یک نام کره‌ای است؛ نام خانوادگی کیم است.
کیم سو هیون (کره‌ای: 김소현؛ زادهٔ ۴ ژوئن ۱۹۹۹) بازیگر و مدل اهل کرهٔ جنوبی است. از نقش‌آفرینی‌های او می‌توان به روح بیا بجنگیم، فرمانروای نقابدار، آلارم عشق ۱ و ۲، افسانه نوکدو، افسانه خورشید و ماه، تو کیستی: مدرسه ۲۰۱۵، طلوع ماه در رودخانه و  دروغگوی دوست‌داشتنی من  آغوش سرندیپیتی  و پسرخوب اشاره کرد.

## زندگی شخصی

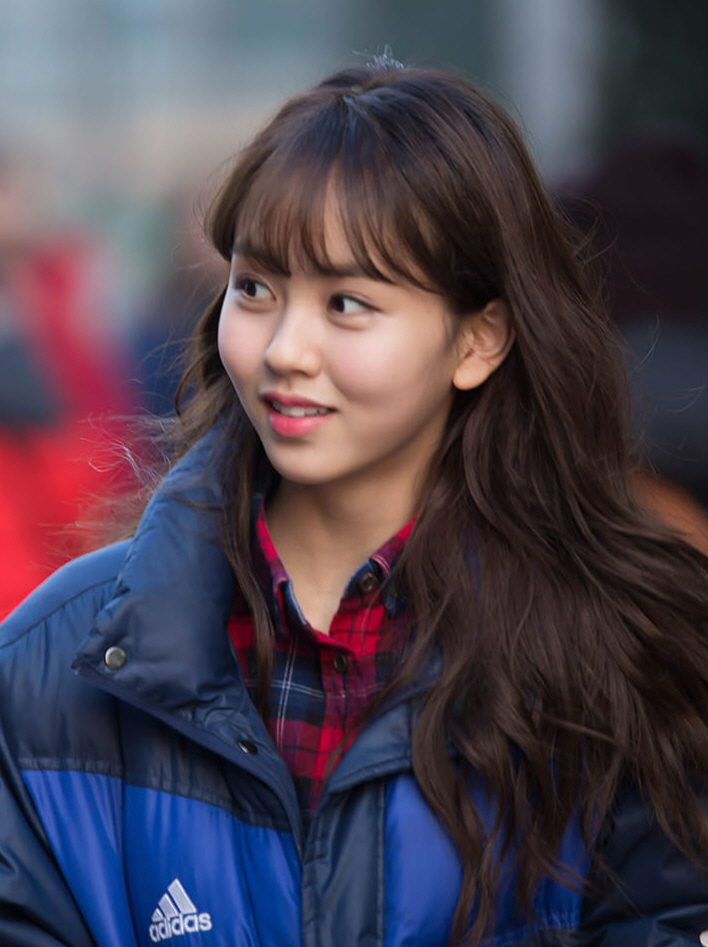
کیم سو هیون در حال بازگشت از محل کار به خانه15.01.2024

کیم سو هیون در ۴ جون ۱۹۹۹ در استرالیا متولد شد، او فرزند ارشد خانواده است و یک برادر کوچک‌تر از خود دارد.
وی به دلیل شغل والدینش که در یک شرکت استرالیایی فعالیت داشتند، تا ۴ سالگی در استرالیا زندگی کرد و پس از آن به همراه پدر، مادر و برادر کوچکترش به کره بازگشت.
کیم سوهیون در ۹ سالگی پدرش را از دست داد و این اتفاق ضربه بزرگی برای خانواده وی بود، اما به دلیل درآمدزایی سوهیون از راه بازیگری، خانواده او دچار مضیقه مالی نشدند.
او از مدرسه ابتدایی Hoe-ryong در گیونگی دو به مدرسه ابتدایی Towol منتقل شد و در فوریه ۲۰۱۲ از این مدرسه فارغ‌التحصیل شد. وی سپس دوران راهنمایی خود را در مدرسهٔ Yongin Munjung گذراند و در سال ۲۰۱۵ تحصیلات خود در مقطع راهنمایی را به پایان رساند.
پس از آنکه سوهیون در سنین کم به بازیگری روی آورد، به خاطر برنامهٔ شلوغی کاری دیگر فرصت رفتن به مدرسه را نداشت و مادر او در رابطه با تحصیلات او نگران بود به همین دلیل تصمیم گرفت تا برای سوهیون معلم خصوصی بگیرد تا به وی در خانه آموزش دهد، چرا که این گونه هم می‌توانست به حرفه بازیگری خود ادامه دهد و هم درسش را بخواند. او در سال ۲۰۱۷ با همین روش توانست دوران تحصیل مدرسه ای خود را به اتمام برساند و در همان سال در رشتهٔ تئاتر دانشگاه هانیانگ ثبت نام کرد.
او در مصاحبه ایمیلی با روزنامه ملی سنگاپور دلیل انتخاب آموزش در منزل خود را توضیح داد و گفت در حالی که مدیریت حرفه بازیگری خود را بر عهده داشته‌است، در دوران راهنمایی به سختی وقت مطالعه پیدا می‌کرده و مجبور بوده بدون داشتن آمادگی لازم در امتحانات خود شرکت کند و فرصت انجام فعالیت‌های کلاسی را با همکلاسی‌های خود از دست بدهد، او برای تحصیل در دبیرستان تحصیل در منزل را انتخاب کرد، زیرا نمی‌خواست تحصیلات و حرفه خود را کنار بگذارد.

## روابط شخصی
کیم سو هیون مجرد است و در مصاحبه ای درسال ۲۰۱۸ اعلام کرده‌است که تا به حال با هیچ‌کس ارتباط نداشته و هنوز فرد مورد نظر خود را پیدا نکرده‌است.
با وجود شایعات بسیار پیرامون روابطش با همبازی هایش کیم تاکنون رابطه عاشقانه تایید شده ای نداشته است، در واقع بیشتر همکارانش او را بازیگری بالغ می دانند که به راحتی درگیر شایعات نمی شود. از جمله این شایعات می توان به رابطه اش با بازیگر سونگ کانگ و  یو سئونگ هو اشاره کرد.

## القاب و محبوبیت
_ او در طول سال های فعالیتش همزمان با موفقیت و محبوبیت نقش هایش در میان مردم القاب زیادی از جمله «الهه اشک»، «دختری که از کتاب بیرون آمده»، «الهه درام تاریخی» و «خواهر کوچک ملت» و «پری موج کره‌ای» و… دریافت نمود.
_ در بازی‌های المپیک و پارالمپیک سال ۲۰۱۸، کمیتهٔ پیونگ چانگ به ‘کیم سوهیون‘ و ‘یک سانگ مین‘ عنوان افتخاری《لبخند ملی》 را اعطا کرد تا نماد لبخند و مهربانی کره ای‌ها باشند.
_ بودن در لیست صد نفره ستاره‌های فوربز (forbez) از دیگر افتخارات کیم سوهیون است.

## زندگی هنری
کیم سوهیون فعالیت خود را از سال ۲۰۰۶ و در سنین پایین شروع کرد و همچنان بازیگری، پیشه و حرفهٔ اصلی اوست.
_ کیم سو هیون از کودکی به بازیگری علاقمند بود و با اینکه در این زمینه آموزش حرفه ای ندیده بود، در ۷ سالگی در تست‌های مختلف بازیگری شرکت کرد و سرانجام در همین سن توسط بزرگترین آژانس تربیت استعدادهای جوان به نام Sidus HQ جذب شد و پس از امضای قرارداد همکاری وارد عرصهٔ بازیگری شد و تا سالها در درام‌ها و مجموعه‌های مختلفی، نقش‌های کوچک و بزرگی را ایفا کرد.
_ در سال ۲۰۱۲، سوهیون با ایفای نقش دوران کودکیِ ملکه در سریال افسانه خورشید و ماه توانست توجهات را بیش از قبل به خود جلب کند، او در این نقش به زیبایی توانست شخصیتی تقریباً شرور و حریص را به نمایش بگذارد.
بعد از آن در سال ۲۰۱۳، با ایفای نقش در مجموعهٔ دلم برات تنگ شده جایگاه خود را در بین عموم محکم کرد. پس از حضور سوهیون در این مجموعه، به او لقب «خواهر کوچک ملت» و «ملکهٔ بازیگران کودک» اعطا شد.
_ در ادامهٔ فعالیت‌هایش، در سال ۲۰۱۵ وی برای اولین بار به عنوان نقش اصلی در درام نوجوانان تو کیستی: مدرسه ۲۰۱۵ حضور پیدا کرد و توانست رسماً به عنوان یک بازیگر بزرگسالِ درخشان شناخته شود.
سپس در درام کمدی ترسناک روح بیا بجنگیم به ایفای نقش پرداخت که شهرت بسیاری در کشورهای آسیای شرقی برایش به ارمغان آورد.
_ در سال ۲۰۱۷ کیم سوهیون در دوبله کره انیمه مشهور نام تو صداگذاری شخصیت ‘میتسوها میامیزو‘ را برعهده داشت.
_ از محبوب‌ترین کارهایی که کیم سوهیون در آن حضور داشته می‌توان به مجموعهٔ آلارم عشق اشاره کرد. این مجموعه در سال ۲۰۱۹ پخش شد و پس از روبه رو شدن با استقبال مردم، فصل دوم آن در سال ۲۰۲۱ نیز منتشر شد، هر چند افراد زیادی اعتقاد دارند فصل دوم این سریال به خوبی و زیبایی فصل اول آن نبود، اما سوهیون در هر دو فصل به زیبایی درخشید.
_ از آخرین فعالیت‌های او می‌توان مجموعهٔ طلوع ماه در رودخانه نام برد. متأسفانه رخداد اتفاقات و مشکلاتی که در طی ساخت و پخش این مجموعه برای یکی از بازیگران مجموعه افتاد و در نهایت منجر به تعویض آن بازیگر شد؛ مانعی برای بیشتر درخشیدن این سریال گشت، با این حال کیم سوهیون برای بازی در این مجموعه توانست به نامزدی بهترین بازیگر تلویزیون از جوایز هنری بکسانگ و جایزه بازیگر برتر زن در جشنواره KBS Drama Awards دست پیدا کند.
وی در این مجموعه نقش شخصیتی به نام‘پیونگ گانگ‘ را بازی می‌کند، این شخصیت به عنوان یک شاهزاده متولد اما به عنوان یک سرباز بزرگ شده‌است و داستان سریال حول تلاش‌های او برای کشف توطئه‌های تاریک و خطرناک موجود در سلطنت پادشاهی می‌چرخد.
_ سوهیون که از زمان آغاز فعالیتش تحت نظر کمپانی‌های SidusHQE&T و Story Entertainment بوده‌است، در ۱۵ ژانویه ۲۰۲۱، طبق بیانهٔ رسمی منتشر شده از این کمپانی اعلام کرد که این آژانس را ترک خواهد کرد.
وی در تاریخ ۱۸ ژانویه قراردادی انحصاری با شرکت مدیریت هنرمندان Culture Depot امضا کرد.
همچنین نقش‌های کوتاه (بازیگر مهمان) او در سریال‌های گابلین، و وقتی تو خواب بودی مورد تحسین منتقدان و مخاطبان قرار گرفته‌است.

## فعالیت‌های خیرخواهانه
کیم سوهیون به همراه چانگ ووک در سال ۲۰۱۷، هزینه دوبله خود از انیمه نام تو به کمیسیون فیلم بدون سد کره اهدا کردند.
در تاریخ ۲۱ آوریل ۲۰۱۸، کیم سوهیون در دهمین مراسم بازار قلب سبز S.E.S که توسط گروه دخترانهٔ کیپاپ (گروه S.E.S) برگزار شد، شرکت کرد و در کنار بسیاری از مشاهیر دیگر با فروش اقلام مبلغی را جمع‌آوری کرد. تمام عواید جمع‌آوری شده از این مراسم به بنیاد کودکان چتر سبز و KARA اهدا شد.
همچنین در آوریل سال ۲۰۱۹، کیم سوهیون ده میلیون وون به قربانیان حادثه آتش‌سوزی سوکچو اهدا کرد. همچنین با کمک و همکاری طرفدارانش توانست مبلغ ده میلیون وون را به بیماران آسیب دیدهٔ نیازمند در بیمارستان کمک کند.
سوهیون در ۱۳ دسامبر ۲۰۱۹ صد کیلوگرم برنج برای حمایت و کمک به بی خانمان‌ها و بچه‌های یتیم اهدا کرد.
در تاریخ ۲۵ فوریه سال ۲۰۲۰، کیم سوهیون ۱۰ میلیون وون از طریق انجمن پل امید در زمینه کمک ملی برای جلوگیری از شیوع بیماری همه گیر کووید ۱۹ در کره جنوبی اهدا کرد.

## جوایز و نامزدی‌ها

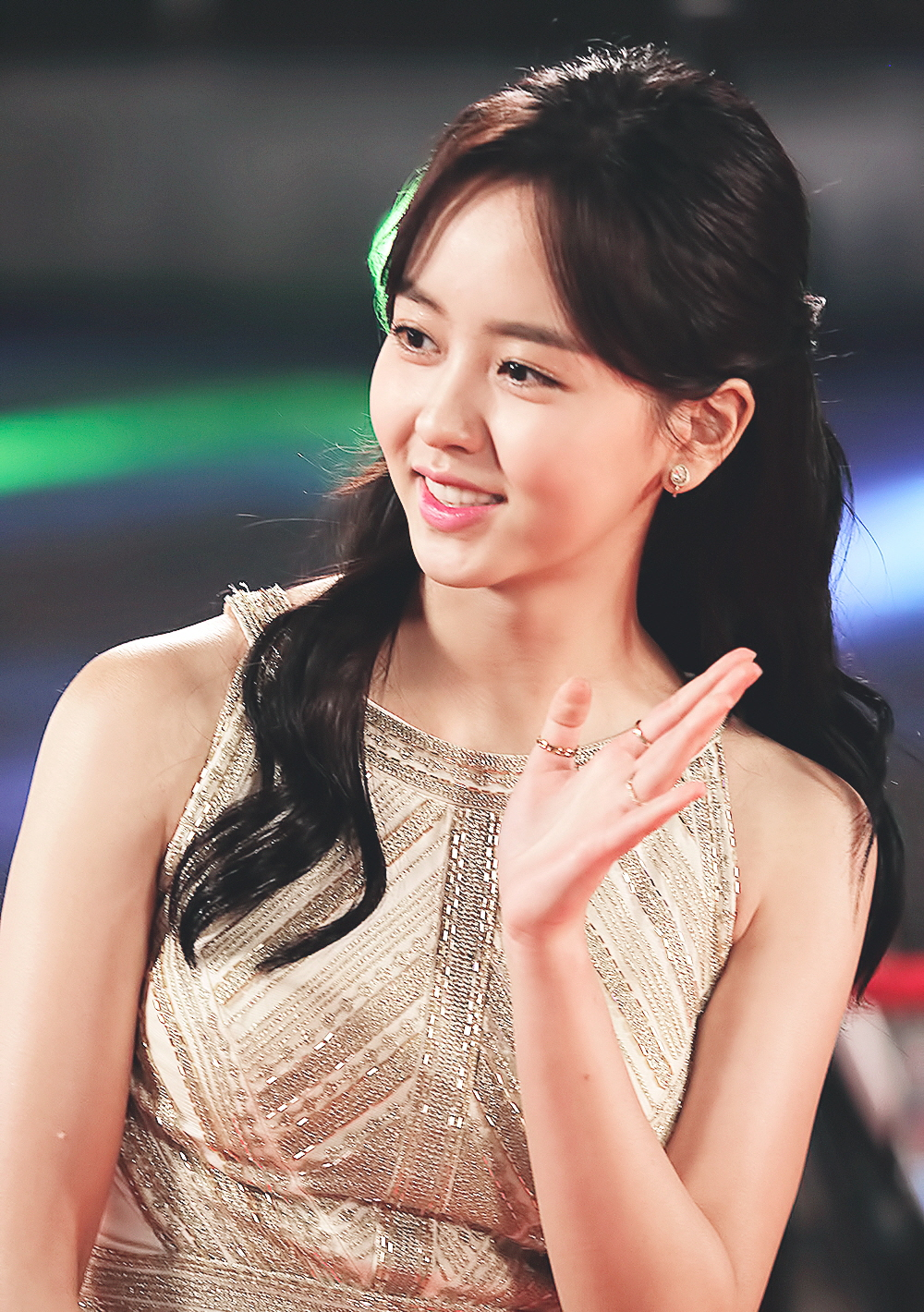
کیم در سال ۲۰۱۶

_ سال ۲۰۱۲، جایزه بهترین بازیگر جوان (جوایز ستاره کی دراما) برای سریال دلم برات تنگ شده (مجموعه تلویزیونی)، و ma boy
_ سال ۲۰۱۲، جایزه بهترین بازیگر جوان (جوایز درام کره) نامزد شده برای افسانه خورشید و ماه
_ سال ۲۰۱۲، جایزه محبوبیت (جوایز شبکهMBC) نامزد شده برای افسانه خورشید و ماه
_ سال ۲۰۱۲، جایزه بهترین بازیگر جوان (جوایز شبکه MBC) برنده برای افسانه خورشید و ماه، و دلم برات تنگ شده (مجموعه تلویزیونی)
_ سال ۲۰۱۳، جایزه بهترین بازیگر جوان (فستیوال فیلم جوان کره) برنده برای دلم برات تنگ شده (مجموعه تلویزیونی)، و افسانه خورشید و ماه
_ سال ۲۰۱۳، جایزه بهترین بازیگر تازه‌کار زن در ورایتی شو (جوایز سرگرمی شبکه MBC) برنده برای اجرای Show! Music Core
_ سال ۲۰۱۳، جایزه بهترین ستاره جدید (جوایز شبکه SBS) برنده برای خدمتکار مشکوک
_ سال ۲۰۱۳، جایزه stayle icon (جوایز سبک زندگی تلویزیونی هرالد دونگا) نامزد شده
_ سال ۲۰۱۴، جایزه بهترین بازیگر نقش اصلی در یک درام کوتاه ویژه (جوایز شبکه KBS) برنده برای ما همه متفاوت گریه می‌کنیم
_ سال ۲۰۱۴، جایزه محبوبترین بازیگر در ورایتی شو (جوایز سرگرمی شبکه MBC) برنده برای اجرای Show! Music Core
_ سال ۲۰۱۵، جایزه ستارهٔ در حال ظهور (جوایز بهترین لباس، لباس قو) برنده
_ سال ۲۰۱۵، جایزه ستارهٔ سال (جوایز درام‌کره) برنده برای تو کیستی: مدرسه ۲۰۱۵
_ سال ۲۰۱۵، جایزه بهترین بازیگر (جوایز شبکه KBS) برنده برای تو کیستی: مدرسه ۲۰۱۵
_ سال ۲۰۱۵، جایزه بازیگر منتخب بینندگان (جوایز شبکه KBS) برنده برای تو کیستی: مدرسه ۲۰۱۵
_ سال ۲۰۱۵، جایزه بهترین زوج همراه با نام جو هیوک (جوایز شبکه KBS) نامزد شده برای تو کیستی: مدرسه ۲۰۱۵
_ سال ۲۰۱۵، جایزه بهترین زوج همراه با یوک سونگ-جه (جوایز شبکه KBS) برنده برای تو کیستی: مدرسه ۲۰۱۵
_ سال ۲۰۱۵، جایزه بهترین زوج همراه با نام جو هیوک (جوایز به روزرسانی‌های کره) نامزد شده برای تو کیستی: مدرسه ۲۰۱۵
_ سال ۲۰۱۶، جایزه بازیگر درخشان (جوایز چندرسانه ای و فناوری فیلم) برنده
_ سال ۲۰۱۶، جایزه بهترین بازیگر نقش اصلی در درام کوتاه ویژه (جوایز شبکه KBS) نامزد شده برای ورق برگردان
_ سال ۲۰۱۷، جایزه محبوبیت (جوایز هالیوی کره) برنده برای فرمانروای نقابدار
_ سال ۲۰۱۷، جایزه بهترین بازیگر در یک مینی سریال (جوایز شبکه MBC) نامزد شده برای فرمانروای نقابدار
_ سال ۲۰۱۷، جایزه محبوب‌ترین بازیگر (جوایز شبکه MBC) برنده برای فرمانروای نقابدار
_ سال ۲۰۱۸، جایزه بهترین زوج همراه با یو سئونگ هو (جوایز soompi) نامزد شده برای فرمانروای نقابدار
_ سال ۲۰۱۸، جایزه محبوب‌ترین بازیگر (جوایز محتوای کی فود اندونزی) برنده
_ سال ۲۰۱۸، جایزه سلبریتی مشهور در حال ظهور (جوایز اینستاگرام در کره) برنده
_ سال ۲۰۱۸، جایزه بهترین میزبان برنامه زن (جوایز سرگرمی شبکه MBC) برنده برای برنامه زیر نوزده سال
_ سال ۲۰۱۸، جایزه بهترین زوج همراه با یون دو جون (جوایز شبکه KBS) نامزد شده برای رادیو عاشقانه
_ سال ۲۰۱۹، جایزه بهترین بازیگر در یک مینی سریال (جوایز شبکه KBS) برنده برای افسانه نوکدو
_ سال ۲۰۱۹، جایزه بازیگر منتخب بینندگان (جوایز شبکه KBS) نامزد شده برای افسانه نوکدو
_ سال ۲۰۱۹، جایزه بهترین زوج همراه با جانگ دونگ یون (جوایز شبکه KBS) برنده برای افسانه نوکدو
_ سال ۲۰۲۰، جایزه بازیگر زن نماد (جوایز وفاداری با نام تجاری) برنده
_ سال ۲۰۲۱، جایزه بهترین بازیگر تلویزیون (جوایز هنری بکسانگ) نامزد شده برای طلوع ماه در رودخانه
_ سال ۲۰۲۱، جایزه بهترین بازیگر زن (جوایز شبکه KBS) برنده شده برای طلوع ماه در رودخانه
_ سال ۲۰۲۱، جایزه بهترین محبوبیت (جوایز شبکه KBS) برنده شده برای طلوع ماه در رودخانه
_ سال ۲۰۲۱، جایزه بهترین زوج همراه با نا این-وو (جوایز شبکه KBS) برنده شده برای طلوع ماه در رودخانه